# Дзержинский район (Горьковская область)
Дзержинский район — упразднённая административно-территориальная единица в составе Нижегородского и Горьковского краёв и Горьковской области, существовавшая в 1929—1934, 1959—1963 и 1968—1985 годах. Административный центр — город Дзержинск.

## История
Дзержинский район был образован в июле 1929 года в составе Нижегородского округа Нижегородского (с 1932 года — Горьковского) края. В состав района вошли упразднённый Растяпинский район (Бабинский, Володарский, Гавриловский, Гнилицкий, Горбатовский, Жолнинский, Красногорский, Монастырский, Решетихинский, Чернореченский сельсоветы) и 3 сельсовета (Горбатовский, Избылецкий, Сосновский) Горбатовской волости Павловского уезда.
В 1930 году центр района, рабочий посёлок Дзержинск, был преобразован в город. В том же году в связи с ликвидацией окружной системы район перешёл в прямое подчинение Нижегородского края.
20 апреля 1934 года Дзержинский район был упразднён. При этом Горбатовский, Избылецкий и Сосновский с/с были переданы в Павловский район, а остальная территория — в административное подчинение городу Дзержинску.
30 июня 1959 года Дзержинский район был восстановлен в составе Горьковской области путём объединения территории, административно подчинённой городу Дзержинску, и Володарского района.
В апреле 1963 года Дзержинский район был снова упразднён — города Дзержинск (с подчинёнными рабочими посёлками) и Володарск были переданы в областное подчинение, а сельская местность передана в Богородский район.
В январе 1968 года район был восстановлен, но в 1985 году вновь упразднён путём разделения на Володарский район и территорию, административно подчинённую городу Дзержинску.